# Тејбл Рок (Небраска)
Тејбл Рок (енгл. Table Rock) град је у америчкој савезној држави Небраска.

## Демографија
По попису из 2010. године број становника је 269, што је 5 (1,9%) становника више него 2000. године.
| Група             | 2000.       | 2010.       |
| Белци             | 259 (98,1%) | 258 (95,9%) |
| Афроамериканци    | 0 (0,0%)    | 4 (1,5%)    |
| Азијати           | 1 (0,4%)    | 0 (0,0%)    |
| Хиспаноамериканци | 4 (1,5%)    | 5 (1,9%)    |
| Укупно            | 264         | 269         |